# Struthanthus volubilis
Struthanthus volubilis är en tvåhjärtbladig växtart som beskrevs av Carlos Toledo Rizzini. Struthanthus volubilis ingår i släktet Struthanthus och familjen Loranthaceae. Inga underarter finns listade i Catalogue of Life.